# Ruby Dhalla
Ruby Dhalla (née le 18 février 1974 à Winnipeg, Manitoba) est une femme politique canadienne.

## Biographie
Elle représenta la circonscription de Brampton—Springdale dans la Chambre des communes du Canada à partir de 2004 sous la bannière du Parti libéral du Canada. Réélue en 2006 et en 2008, elle fut défaite par le conservateur Parm Gill en 2011.
Elle est la première Canadienne originaire de l'Inde, avec Nina Grewal, à être élue députée à la Chambre des communes.
En janvier 2025, elle déclare sa candidature à la course à la succession de Justin Trudeau à la tête du Parti libéral du Canada. Le 27 janvier, le Parti libéral annonce qu'elle fait partie des six candidats qualifiés pour la campagne. Le 21 février, elle est disqualifiée de l'élection après des accusations qu'elle conteste selon lesquelles elle aurait accepté des dons d'une entreprise.